# Marie Brand und die offene Rechnung
Marie Brand und die offene Rechnung ist der 11. Fernsehfilm aus der Krimiserie Marie Brand. Der Film mit Mariele Millowitsch als Kriminalhauptkommissarin Marie Brand und Hinnerk Schönemann als Kriminalhauptkommissar Jürgen Simmel wurde von der Eyeworks Germany GmbH, Köln, produziert und am 23. Januar 2013 erstmals im ZDF ausgestrahlt. 

## Handlung
Eigentlich hat Marie Brand drei Wochen Urlaub, doch die Tatsache, dass nach sieben Jahren Haft der Mörder ihres Vaters entlassen wird, veranlasst Jürgen Simmel, auf sie aufzupassen. Wie fast zu erwarten war, taucht Markus Rombach bei Marie Brand auf und bittet sie um Verzeihung. Der Tod ihres Vaters war ein Unfall und er ist noch immer untröstlich darüber. Schließlich war Heinrich Brand sein Kollege bei der Kölner Polizei. Zusammen ermittelten sie den Entführungsfall von Rombachs Tochter, die vor siebzehn Jahren entführt und wahrscheinlich auch ermordet worden war. Die Leiche wurde nie gefunden und somit konnte der mögliche Täter auch nicht überführt werden. Rombach hatte Hinweise, dass der Bestatter Christian Bruckner der Schuldige war, und als er versuchte, Bruckner vor siebzehn Jahren zu stellen, erschoss Rombach versehentlich Maries Vater. 
Als ehemaliger Polizist und als Vater will er auch nach so vielen Jahren die Tat gesühnt wissen und kann nicht hinnehmen, dass der Mörder seiner Tochter weiterhin in Freiheit ist. Er bittet Marie, den Mord an Miriam endlich aufzuklären. Doch sie weigert sich, da es schon damals keinerlei Indizien gab und sie meint, dass man auch ungelöste Fälle nun einmal hinnehmen müsse. Daraufhin droht Rombach an, die Sache in die eigenen Hände zu nehmen.
Noch während Rombach sich mit der Kommissarin unterhält, verschwindet Bruckners siebzehnjährige Tochter Sophie. Marie Brand und Jürgen Simmel sind sich sicher, dass Rombach hinter der Entführung steckt, zumal ein anonymer Anrufer Bruckner auffordert, ein Geständnis abzulegen und nicht wie üblich ein Lösegeld verlangt wird. Da Bruckner meint, nichts gestehen zu können, was er nicht getan hätte, nimmt Marie Brand sich den alten Entführungsfall von Miriam Rombach noch einmal vor. Simmel versucht derweil herauszufinden, mit wem Rombach während seiner Haft engeren Kontakt hatte, kommt dabei aber zunächst zu keinen konkreten Ergebnissen. 
Bruckner sucht seinen Freund und Bestatterkollegen Philip Diekhaus auf. Mit ihm zusammen war er vor siebzehn Jahren auf einem Fest, auf dem auch Miriam Rombach zuletzt gesehen wurde. Auch Marie Brand wird auf Diekhaus aufmerksam, nachdem sein Alibi zu perfekt vorbereitet wirkt. Wer lässt sich schon Taxiquittungen ausstellen, auf denen die Uhrzeit vermerkt ist? Eine genauere Überprüfung zeigt, dass Diekhaus eindeutig mit einem seiner Leichenwagen zu dem Fest gekommen war. Das erklärt endlich, wie die Leiche vom Tatort verschwinden konnte. Die Ermittler suchen Diekhaus auf und konfrontieren ihn mit ihren Vermutungen. Für einen Bestatter ist es kein Problem, eine Leiche spurlos verschwinden zu lassen. Den Wagen hatte Diekhaus vorsorglich verschrotten lassen, sodass schon damals keine Spuren nachzuweisen waren.
Simmel findet eine Verbindung von Rombach zu dem Mithäftling Michael Lenz, der bereits vor 18 Monaten entlassen wurde. Die Ermittler suchen ihn auf und haben Erfolg. Er gibt zu, in Rombachs Auftrag Sophie entführt zu haben, er sollte sie „ein paar Tage außer Verkehr ziehen“. Nachdem Sophie relativ unversehrt zu ihren Eltern zurückkehrt, ist ihr Vater verschwunden. Da auch Rombach nicht auffindbar ist, machen sich Brand und Simmel auf die Suche nach beiden. Als sie Bruckner finden, liegt er erschossen in einem Versteck. Für Marie Brand und ihren Kollegen ergibt das keinen rechten Sinn. Alles sieht so aus, als ob jemand Rombach diesen Mord unterschieben möchte. Und tatsächlich können sie auf einem Überwachungsvideo Diekhaus identifizieren. Da auch Rombach inzwischen zu ähnlichen Ergebnissen gekommen ist, kommt er vor den Ermittlern bei Diekhaus in dessen Bestattungsunternehmen an. Er bedroht diesen mit einer Waffe und bringt ihn dazu zuzugeben, dass er zusammen mit Bruckner Miriam umgebracht hat. Da Bruckner aufgrund der Entführung seiner Tochter einzuknicken drohte, hat er auch ihn zum Schweigen gebracht. Für Rombach ist das eine Genugtuung. Er sperrt Diekhaus in einen von dessen Särgen und setzt die Verbrennungstechnik in Gang. Ehe der Sarg den Ofen erreicht, treffen Brand und Simmel ein. Sie hören Diekhaus in Todesangst schreien und befreien ihn gerade noch rechtzeitig. Rombach und Diekhaus werden festgenommen.

## Hintergrund
Die Folge wurde 2012 am Unterbacher See in Düsseldorf und in Köln und Umgebung gedreht. Der Nachname des Mörders wurde beim Junior-Produzenten, Christopher Diekhaus, entliehen.
Maries Vater wird in Marie Brand und die offene Rechnung als Heinrich Brand ausgewiesen, was auch auf seinem Grabstein zu lesen ist. Nach den Angaben aus der ersten Marie-Brand-Folge hieß er aber Hackvogel. Auch Marie äußert Simmel gegenüber, dass ihr Mädchenname Hackvogel wäre.

## Rezeption

### Einschaltquoten
Der Fernsehfilm Marie Brand und die offene Rechnung erreichte bei seiner Erstausstrahlung im ZDF am 23. Januar 2013 um 20.15 Uhr durchschnittlich 5,72 Millionen Zuschauer, was 17 Prozent des Marktanteils in Deutschland entspricht.

### Kritiken
Rainer Tittelbach von tittelbach.tv urteilt zu diesem Krimi: „Es ist der bislang persönlichste Fall für die quicke Kölner Kommissarin. Das wirkt sich positiv auf Story und Tonlage aus, die angemessen ernsthaft sind, ohne auf die launigen Einlagen von Hinnerk Schönemanns Simmel gänzlich zu verzichten. Der gut getimte Krimi ist mit seinen Spiegelungen und Urangstbildern nicht nur klug und wendungsreich konstruiert, sondern eine einzige Achterbahnfahrt der Gefühle.“
Die Kritiker der Fernsehzeitschrift TV Spielfilm meinen, dieser Marie-Brand-Krimi sei eine: „Düstere Story, gewürzt mit Humor.“ Fazit: „Dank Witz und Tempo geht die Rechnung auf.“
Antje Wessels bei Quotenmeter.de meint dagegen recht nüchtern: „‚Marie Brand und die offene Rechnung‘ ist Krimikost auf besserem Durchschnittsniveau, in welcher vor allem die Darstellerleistungen überzeugen. Insgesamt bleibt die Reihe jedoch zu unauffällig, um sich dauerhaft im ohnehin hart umkämpften Geschäft um die Gunst Deutschlands Krimifans zu etablieren.“